# Exenterus orientalis
Exenterus orientalis är en stekelart som beskrevs av Gupta 1993. Exenterus orientalis ingår i släktet Exenterus och familjen brokparasitsteklar. Inga underarter finns listade i Catalogue of Life.